# HMNZS Duchess
HMNZS „Duchess” (T07) – nowozelandzki okręt pomocniczy należący do Royal New Zealand Navy w okresie II wojny światowej.

## Historia
Parowiec „Duchess” został zwodowany w 1897. Statek mierzył 40,7 m długości, 7,9 m szerokości, jego zanurzenie wynosiło 3,1 m, napęd statku stanowiła maszyna parowa o mocy 81 KM.
Po wybuchu II wojny światowej statek został zarekwirowany przez RNZN w czerwcu 1940 i przystosowany do roli trałowca pomocniczego. W późniejszym czasie od stycznia 1944 do końca wojny okręt służył także jako examination vesell (okręt dozoru portu - okręt przeznaczony do inspekcji statków i okrętów wchodzących do portu w czasie wojny).
Okręt został wycofany ze służby w 1947.